# كلود لوي برتوليه
كلود لوي برتوليه (بالفرنسية: Claude Louis Berthollet) هو كيميائي فرنسي عاش بين 9 كانون الأول/ديسمير 1748 و6 تشرين الثاني/نوفمبر 1822. يعرف برتوليه بإنجازاته في مجال التوازن الكيميائي ولاكتشافه تأثير التبييض (القصر) لغاز الكلور، كما أنه أول من صنّع ماء جافيل المعروف بخواصه المبيّضة.

## حياته
ولد برتوليه سنة 1748 في تالوار Talloires القريبة من آنسي، والتي أصبحت لاحقاً جزءاً من دوقية سافوي.
تلقى دراسته الأولى في مدارس آنسي، وتابع دراسته الجامعية في جامعة تورينو Turin حيث حصل عام 1768 على شهادة الطب. ثم حصل على شهادة ثانية في الطب من باريس عام 1779.
التقى برتوليه مع أنطوان لافوازييه، حيث أسهما معاً في علم الكيمياء، ووضعا نظاماً لتسمية المركبات الكيميائية والذي تطور فيما بعد.
اهتم برتوليه في مجال الصباغ ومجال التبييض، حيث كان أول من عرف التأثير المبيض لغاز الكلور سنة 1785، كما أنه قدم لاحقاً سنة 1789 سائلاً مبيضاً باسم ماء جافيل "Eau de Javel"، نسبة إلى موقع Javel في باريس، وذلك بتمرير غاز الكلور بمحلول من كربونات الصوديوم، حيث أن الناتج وهو تحت كلوريت الصوديوم له خواص مبيضة. كان برتوليه أيضاً أول من حضر ملح كلورات البوتاسيوم، والذي يعرف أيضاً بالاسم الشائع ملح برتوليه.
كان كلود لوي برتوليه أحد العلماء المشاركين في حملة نابليون على مصر، حيث كان أحد المؤسسين لمعهد Institut d'Égypte والذي أصبح فيما بعد المجمع العلمي المصري.
في سنة 1789 انتخب برتوليه كزميل في الجمعية الملكية في لندن، وفي سنة 1801 كعضو في الأكاديمية الملكية السويدية للعلوم. وفي سنة 1804 انتخب كنائب للرئيس في مجلس الشيوخ الفرنسي.
توفي برتوليه في آركوي Arcueil سنة 1822.